# Giorgia Casagrande
Giorgia Casagrande (Pieve di Cadore, 12 giugno 1988) è una giocatrice di curling italiana, atleta del Curling Club 66 Cortina.

## Carriera agonistica

### Nazionale
Il suo esordio con la nazionale italiana allievi di curling è stato il Festival olimpico europeo giovanile (European Youth Olympic Winter Festival) del 2005, disputato a Monthey, in Svizzera: in quell'occasione l'Italia si piazzò al 4º posto.
Nel 2006 entra nella formazione della nazionale junior con cui ha partecipato a 2 Challeng Europei Junior (European Junior Challeng) ed a 1 campionato mondiale junior.
Nel 2007 entra nella formazione della nazionale misti con cui ha partecipato a 2 campionati europei misti.
In totale Giorgia vanta 34 presenze in azzurro. Il miglior risultato dell'atleta è il 4º posto ottenuto al Festival olimpico europeo giovanile (European Youth Olympic Winter Festival) del 2005 disputato a Monthey, in Svizzera.
Il 5 gennaio 2006 sconfiggendo la squadra polacca per 13 a 0 partecipa alla miglior vittoria della nazionale italiana junior femminile di curling di sempre.
CAMPIONATI
Nazionale allievi:
- Festival olimpico europeo giovanile
  - 2005 Monthey ( Svizzera) 4°

Nazionale junior:
- Challeng Europei Junior
  - 2006 Praga ( Rep. Ceca) 3° (13° ranking mondiale)
  - 2007 Copenaghen ( Danimarca) 1° (11° ranking mondiale)
- Mondiale junior
  - 2007 Eveleth ( Stati Uniti) 10°

Nazionale misti:
- Europei misti
  - 2007 Madrid ( Spagna) 9°
  - 2011 Copenaghen ( Danimarca) 6°

### Campionati italiani
Giorgia ha preso parte ai campionati italiani di curling inizialmente con il Curling Club Tofane poi con il Curling Club 66 Cortina ed è stata 2 volte campionessa d'Italia:
- Campionato italiano assoluto
  - 2006 
  - 2007 
  - 2012 
  - 2013  con Elettra De Col, Violetta Caldart, Rosa Pompanin e Giorgia De Lotto
- Campionato italiano junior
  - 2006 
  - 2007
- Campionato italiano misto
  - 2006 
  - 2007  con Antonio Menardi, Claudia Alverà, Fabio Alverà, Rosa Pompanin e Massimo Antonelli
  - 2011  con Valter Bombassei, Chiara Olivieri, Marco Constantini, Massimo Antonelli e Maria Gaspari

Oltre questo Giorgia ha vinto due medaglie nei campionati minori (categoria esordienti e categoria ragazzi) ed ha vinto in gioventù un trofeo Prezzemolo, il principale torneo internazionale per le categorie minori.